# Helichrysum grandibracteatum
Helichrysum grandibracteatum là một loài thực vật có hoa trong họ Cúc. Loài này được M.D.Hend. mô tả khoa học đầu tiên năm 1954.